# ویار-ل-دمب
ویار-ل-دمب (به فرانسوی: Villars-les-Dombes) یک کمون در فرانسه با جمعیت ۴٬۳۳۰ نفر است که در Canton of Villars-les-Dombes واقع شده‌است.